# (4753) Phidias
(4753) Phidias es un asteroide perteneciente al cinturón de asteroides, descubierto el 16 de octubre de 1977 por Cornelis Johannes van Houten en conjunto a su esposa también astrónoma Ingrid van Houten-Groeneveld y el astrónomo Tom Gehrels desde el Observatorio del Monte Palomar, Estados Unidos.

## Designación y nombre
Designado provisionalmente como 4059 T-3. Fue nombrado Phidias en honor al artista griego Fidias nacido en Atenas, alumno de Agéladas. Eminente como arquitecto, escultor en bronce y pintor, Fidias fue contemporáneo de Pericles y se dice que su obra se ha inmortalizado en las esculturas de la Acrópolis. Fidias murió en prisión en el año 432 a. C.

## Características orbitales
Phidias está situado a una distancia media del Sol de 2,546 ua, pudiendo alejarse hasta 2,719 ua y acercarse hasta 2,373 ua. Su excentricidad es 0,068 y la inclinación orbital 4,312 grados. Emplea 1484 días en completar una órbita alrededor del Sol.

## Características físicas
La magnitud absoluta de Phidias es 13,1.